# Inti Schröder
Inti Wolfgang Schröder Moraes (* 7. Februar 1989 in Montevideo, Uruguay) ist ein ehemaliger chilenischer Fußballspieler deutscher Abstammung, der als Außenstürmer eingesetzt wurde.

## Karriere
Inti Schröder begann seine Karriere beim Amateurverein Estudiantes de Quilpué und wechselte in der Jugend zu Everton. Sein Profidebüt gab er 2007 bei Unión La Calera und wechselte 2008 zu Deportes Ovalle, wo er das Viertelfinale der Copa Chile erreichte. In der ersten Jahreshälfte 2009 blieb er ohne Verein und unterschrieb Mitte des Jahres bei den Santiago Wanderers, bei denen er am letzten Spieltag der Saison 2009 sein Debüt feierte und Vizemeister der Primera B wurde. Zur Saison 2010 wechselte der Offensivakteur zu Deportes Iberia und spielte seine letzte Profisaison 2011 bei Lota Schwager.
Nach seiner Fußballkarriere widmete er sich dem Studium des Bauingenieurwesens, das er 2017 abschloss.